# Duits voetbalkampioenschap 1945/46
In 1945/46 werd in Duitsland geen officieel voetbalkampioenschap gespeeld. Toch werden er overal in het land competities georganiseerd, echter was er geen eindronde voor de algemene titel. 
Na het einde van de Tweede Wereldoorlog. Het land werd verdeeld over vier bezettingszones: De Amerikaanse, Britse, Franse en Sovjet-Bezettingszone. Sport was in elke zone anders. De Fransen en Amerikanen stonden positief tegenover het beoefenen van sporten terwijl de Britten en Sovjets hier eerder negatief tegenover stonden. 
Alle sportorganisaties en -verenigingen werden in mei 1945 ontbonden. Nadat sport weer toegelaten werd mochten enkel nieuwe clubs zich aanmelden waardoor traditieclubs vaak veel geduld moesten hebben om hun oude naam aan te nemen. Sommige clubs namen tijdelijk een andere naam aan en keerden terug naar hun oude naam, andere clubs hielden hun nieuwe naam. 

## Amerikaanse Zone
In de Amerikaanse zone werd de Oberliga Süd in het leven geroepen en het eerste seizoen ging al snel van start en werd gewonnen door VfB Stuttgart, met een nipte voorsprong op 1. FC Nürnberg. De Amerikanen lieten al snel toe dat de clubs hun oude naam mochten gebruiken. 

## Britse Zone
In de Britse zone was het een ander verhaal. In tegenstelling tot de grote Oberliga Süd werden hier enkel op lokaal niveau competities gespeeld zoals dat ook gebruikelijk was in het voetbal voor de invoering van de Gauliga in 1933. De clubs in Noord-Duitsland wilden een eindronde spelen met de lokale kampioenen, maar reeds in de kwartfinale werd die door de Britten verboden. 

## Franse Zone
Ook in de Franse zone werd een Oberliga ingevoerd, de Oberliga Südwest. In het eerste seizoen bestond deze uit twee groepen (Saar-Pfalz-Hessen en West). 1. FC Saarbrücken werd kampioen en ging verder op het elan van voorganger FV 03 Saarbrücken. Deze club is een voorbeeld die niet meer de vooroorlogse naam aannam. 

## Sovjet-zone
Bij de Sovjets mocht er helemaal geen competitie gespeeld worden. Ze waren bijzonder streng voor de clubs. Vele historische clubs verdwenen en slechts een deel kon na de val van de Berlijnse Muur in 1989 terug hun oude naam aanpakken. 

## Berlijn
Berlijn werd door alle vier de bezetters verdeeld. 67 clubs werden in vier groepen verdeeld in de herfst van 1945. Omdat de groepen geografisch ingedeeld werden en niet op sterkte was de competitie niet spannend en in december werd met een nieuwe competitie gestart met daarin de 36 beste teams. Zij werden verdeeld over vier groepen met sterke en minder sterke teams in één groep. De vier groepswinnaars bekampten elkaar voor de algemene titel die SG Wilmersdorf won. In de eerste jaren waren er enkel teams per stadsdeel, pas na enkele jaren mochten clubs uit West-Berlijn terug hun oude naam aannemen. 

1902/03 · 
1903/04 · 
1904/05 · 
1905/06 · 
1906/07 · 
1907/08 · 
1908/09 · 
1909/10 · 
1910/11 · 
1911/12 · 
1912/13 · 
1913/14 · 
1914-1919 · 
1919/20 · 
1920/21 · 
1921/22 · 
1922/23 · 
1923/24 · 
1924/25 · 
1925/26 · 
1926/27 · 
1927/28 · 
1928/29 · 
1929/30 · 
1930/31 · 
1931/32 · 
1932/33 · 
1933/34 · 
1934/35 · 
1935/36 · 
1936/37 · 
1937/38 · 
1938/39 · 
1939/40 · 
1940/41 · 
1941/42 · 
1942/43 · 
1943/44 · 
1944/45 · 
1945/46 · 
1946/47 · 
1947/48 · 
1948/49 · 
1949/50 · 
1950/51 · 
1951/52 · 
1952/53 · 
1953/54 · 
1954/55 · 
1955/56 · 
1956/57 · 
1957/58 · 
1958/59 · 
1959/60 · 
1960/61 · 
1961/62 · 
1962/63 · 
1963/64 · 
1964/65 · 
1965/66 · 
1966/67 · 
1967/68 · 
1968/69 · 
1969/70 · 
1970/71 · 
1971/72 · 
1972/73 · 
1973/74 · 
1974/75 · 
1975/76 · 
1976/77 · 
1977/78 · 
1978/79 · 
1979/80 · 
1980/81 · 
1981/82 · 
1982/83 · 
1983/84 · 
1984/85 · 
1985/86 · 
1986/87 · 
1987/88 · 
1988/89 · 
1989/90 · 
1990/91 · 
1991/92 · 
1992/93 · 
1993/94 · 
1994/95 · 
1995/96 · 
1996/97 · 
1997/98 · 
1998/99 · 
1999/00 · 
2000/01 · 
2001/02 · 
2002/03 · 
2003/04 · 
2004/05 · 
2005/06 · 
2006/07 · 
2007/08 · 
2008/09 · 
2009/10 · 
2010/11 ·
2011/12 ·
2012/13 ·
2013/14 ·
2014/15 ·
2015/16 ·
2016/17 ·
2017/18 ·
2018/19 ·
2019/20 ·
2020/21 ·
2021/22 ·
2022/23 .
2023/24